# Epiphora gabonensis
Epiphora gabonensis är en fjärilsart som beskrevs av Testout. 1936. Epiphora gabonensis ingår i släktet Epiphora och familjen påfågelsspinnare. Inga underarter finns listade i Catalogue of Life.